# 澤宥紀
澤 宥紀（さわ ゆうき、1994年9月16日 - ）は、日本の男性ファッションモデル。東京都出身。

## 略歴・人物
- 桐蔭学園中学校・高等学校、立教大学卒業。
- 2013年、ミスター立教に選ばれる。
- 趣味はダーツ、ボウリング。特技はサッカー。

## 出演

### 雑誌連載
- CanCam（2014年 - 2017年、小学館） - 初の男性専属モデル